# 中國勞動協會舊址
中國勞動協會舊址位於重慶市市中區新華路上小較場1號，文物遺址年代為現代，1987年1月23日列為重慶市第二批市級文物保護單位初定名單。